# Piennes-Onvillers
Ne doit pas être confondu avec Piennes.
Piennes-Onvillers est une commune française située dans le département de la Somme, en région Hauts-de-France.

## Géographie

### Localisation
Piennes-Onvillers est un village picard situé au sein de la région naturelle du Santerre et du pays de l'Amiénois, limitrophe de l'Oise.
À vol d'oiseau, la localité est située à 5 km au sud-est de Montdidier, 13 km au sud-ouest de Roye, 27 km au nord-ouest de Compiègne, 39 km au sud-est d'Amiens et à 45 km au nord-est de Beauvais.
Le territoire de la commune est limitrophe de ceux de huit communes.Les communes limitrophes sont Boulogne-la-Grasse, Le Frestoy-Vaux, Assainvillers, Faverolles, Fescamps, Laboissière-en-Santerre, Remaugies et Rollot.

### Hydrographie
La commune est traversée par la ligne de partage des eaux entre les bassins hydrographiques Artois-Picardie et Seine-Normandie. Elle n'est drainée par aucun cours d'eau.

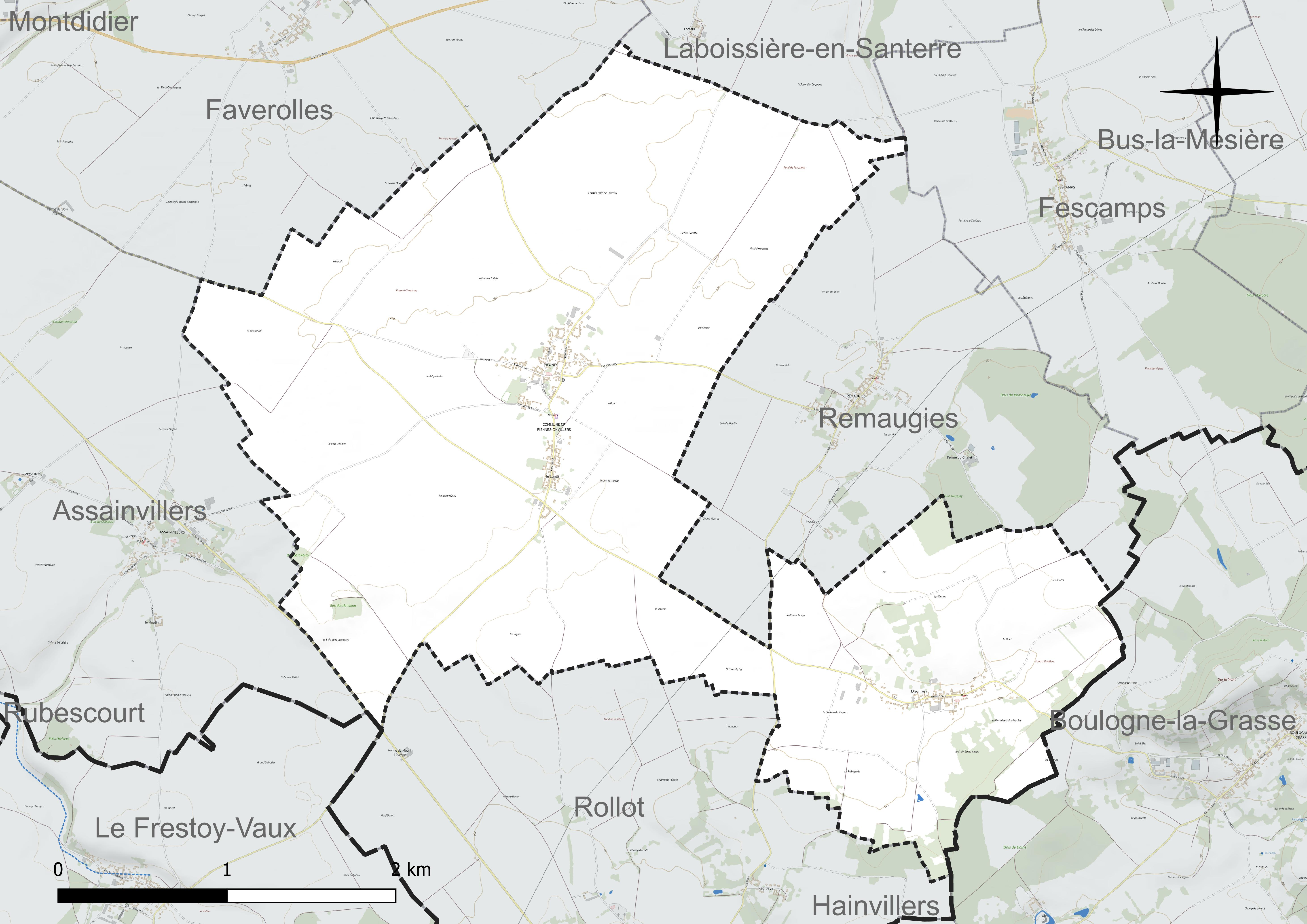
Réseau hydrographique de Piennes-Onvillers.

### Climat
Pour des articles plus généraux, voir Climat des Hauts-de-France et Climat de la Somme.
En 2010, le climat de la commune est de type climat océanique dégradé des plaines du Centre et du Nord, selon une étude du CNRS s'appuyant sur une série de données couvrant la période 1971-2000. En 2020, Météo-France publie une typologie des climats de la France métropolitaine dans laquelle la commune est exposée à un climat océanique et est dans la région climatique Nord-est du bassin Parisien, caractérisée par un ensoleillement médiocre, une pluviométrie moyenne régulièrement répartie au cours de l'année et un hiver froid (3 °C).
Pour la période 1971-2000, la température annuelle moyenne est de 10,3 °C, avec une amplitude thermique annuelle de 14,6 °C. Le cumul annuel moyen de précipitations est de 677 mm, avec 11,3 jours de précipitations en janvier et 8,2 jours en juillet. Pour la période 1991-2020, la température moyenne annuelle observée sur la station météorologique la plus proche, située sur la commune de Godenvillers à 8 km à vol d'oiseau, est de 11,1 °C et le cumul annuel moyen de précipitations est de 701,9 mm,. Pour l'avenir, les paramètres climatiques de la commune estimés pour 2050 selon différents scénarios d'émission de gaz à effet de serre sont consultables sur un site dédié publié par Météo-France en novembre 2022.

## Urbanisme

### Typologie
Au 1er janvier 2024, Piennes-Onvillers est catégorisée commune rurale à habitat dispersé, selon la nouvelle grille communale de densité à sept niveaux définie par l'Insee en 2022.
Elle est située hors unité urbaine. Par ailleurs la commune fait partie de l'aire d'attraction de Montdidier, dont elle est une commune de la couronne,. Cette aire, qui regroupe 23 communes, est catégorisée dans les aires de moins de 50 000 habitants,.

### Occupation des sols
L'occupation des sols de la commune, telle qu'elle ressort de la base de données européenne d'occupation biophysique des sols Corine Land Cover (CLC), est marquée par l'importance des territoires agricoles (91,5 % en 2018), une proportion sensiblement équivalente à celle de 1990 (91,8 %). La répartition détaillée en 2018 est la suivante : 
terres arables (87,2 %), zones urbanisées (6,8 %), zones agricoles hétérogènes (4,3 %), forêts (1,7 %). L'évolution de l'occupation des sols de la commune et de ses infrastructures peut être observée sur les différentes représentations cartographiques du territoire : la carte de Cassini (XVIIIe siècle), la carte d'état-major (1820-1866) et les cartes ou photos aériennes de l'IGN pour la période actuelle (1950 à aujourd'hui).

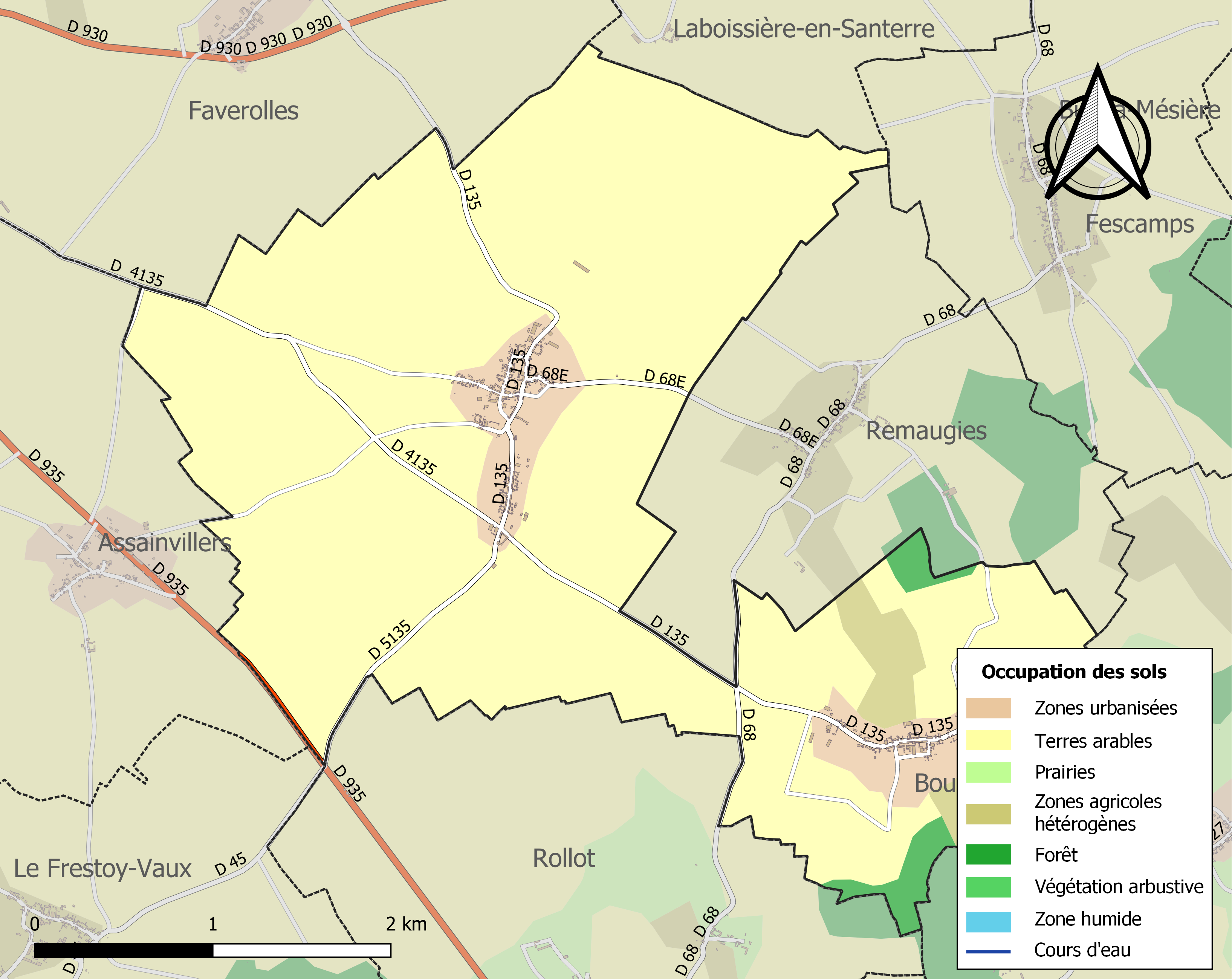
Carte des infrastructures et de l'occupation des sols de la commune en 2018 (CLC).

## Toponymie
Cette commune est issue de la fusion entre Piennes et Onvillers en 1972.
Piennes
Piennes porta d'abord le nom de Mesvillers jusqu'au XVIIIe siècle finissant. L'érection en duché de Piennes (Peene), en 1781, lui donne son nom actuel.
Onvillers
Undarum villa (le village des eaux : il serait inondé à certaines époques par des eaux descendant de Boulogne-la-Grasse) est mentionné pour Onvillers. Ouvillaris est ensuite mentionné puis Ouvillé, Ouviller, Ouviler (1301), Orviler, Orvilliers (XVIe siècle et XVIIe siècle). Viennent aussi Onvillé, Onviler, Onvillers.

## Histoire
Piennes
Des haches en silex, des poteries et des monnaies gallo-romaines ont été trouvées sur le territoire de Piennes.
Une voie romaine reliant Noyon et Montdidier traversait le village. Un château-fort se tenait autrefois au milieu du village de Piennes.
Onvillers
Le village d'Onvillers a son église dès le XIIIe siècle, un pèlerinage dédié à saint Maclou lui donne une certaine renommée.

## Politique et administration

### Liste des maires
| Période                                  | Période                      | Identité           | Étiquette | Qualité                         |
| ---------------------------------------- | ---------------------------- | ------------------ | --------- | ------------------------------- |
| Les données manquantes sont à compléter. |                              |                    |           |                                 |
| mars 2001                                | 2014                         | Dominique François |           |                                 |
| 2014                                     | En cours (au 6 juillet 2020) | Brigitte Devismes  |           | Réélue pour le mandat 2020-2026 |

### Distinctions et labels
- La commune obtient sa première fleur au concours des villes et villages fleuris lors du dévoilement du palmarès le 26 novembre 2018[21].
- La commune est saluée pour son fleurissement remarquable, elle est récompensée en 2024 par l'obtention d'une deuxième fleur au concours des villes et villages fleuris[22].

## Population et société

### Démographie
L'évolution du nombre d'habitants est connue à travers les recensements de la population effectués dans la commune depuis 1793. Pour les communes de moins de 10 000 habitants, une enquête de recensement portant sur toute la population est réalisée tous les cinq ans, les populations de référence des années intermédiaires étant quant à elles estimées par interpolation ou extrapolation. Pour la commune, le premier recensement exhaustif entrant dans le cadre du nouveau dispositif a été réalisé en 2005.

En 2022, la commune comptait 385 habitants, en évolution de +5,77 % par rapport à 2016 (Somme : −1,26 %, France hors Mayotte : +2,11 %).
| 1793 | 1800 | 1806 | 1821 | 1831 | 1836 | 1841 | 1846 | 1851 |
| ---- | ---- | ---- | ---- | ---- | ---- | ---- | ---- | ---- |
| 403  | 356  | 374  | 397  | 318  | 390  | 380  | 360  | 360  |

| 1856 | 1861 | 1866 | 1872 | 1876 | 1881 | 1886 | 1891 | 1896 |
| ---- | ---- | ---- | ---- | ---- | ---- | ---- | ---- | ---- |
| 365  | 373  | 317  | 362  | 400  | 380  | 380  | 349  | 314  |

| 1901 | 1906 | 1911 | 1921 | 1926 | 1931 | 1936 | 1946 | 1954 |
| ---- | ---- | ---- | ---- | ---- | ---- | ---- | ---- | ---- |
| 315  | 291  | 306  | 241  | 253  | 249  | 259  | 252  | 240  |

| 1962 | 1968 | 1975 | 1982 | 1990 | 1999 | 2005 | 2006 | 2010 |
| ---- | ---- | ---- | ---- | ---- | ---- | ---- | ---- | ---- |
| 239  | 252  | 311  | 291  | 299  | 336  | 335  | 336  | 352  |

| 2015 | 2020 | 2022 | - | - | - | - | - | - |
| ---- | ---- | ---- | - | - | - | - | - | - |
| 366  | 373  | 385  | - | - | - | - | - | - |

### Enseignement
Les communes de Rollot et Piennes-Onvillers scolarisent leurs enfants relevant de l'enseignement primaire au sein d'un regroupement pédagogique intercommunal.

## Culture locale et patrimoine

### Lieux et monuments
- Église Saint-Martin de Piennes.
- Église Saint-Maclou à Onvillers, estimée du XIIIe siècle.

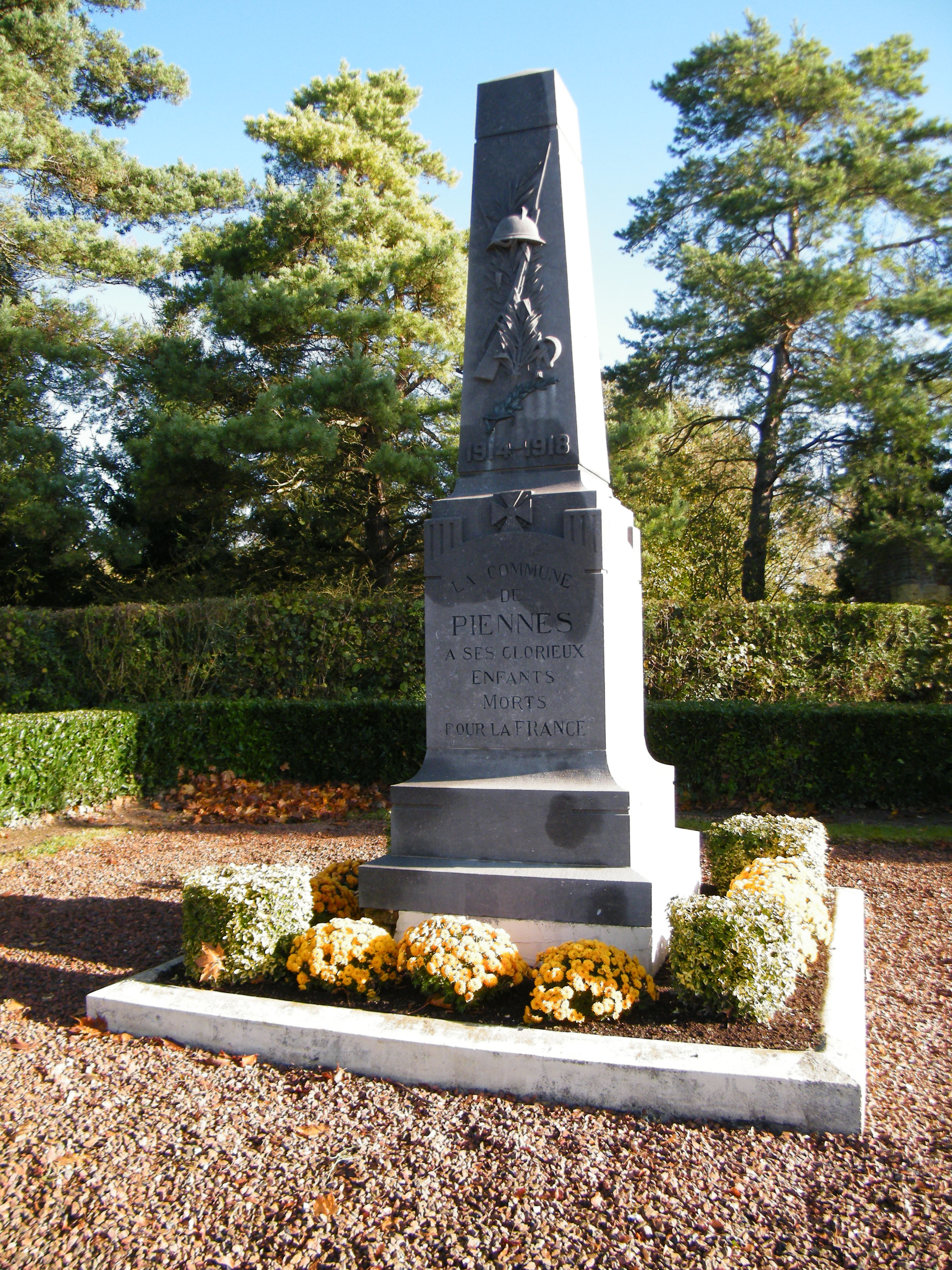
Monument aux morts.
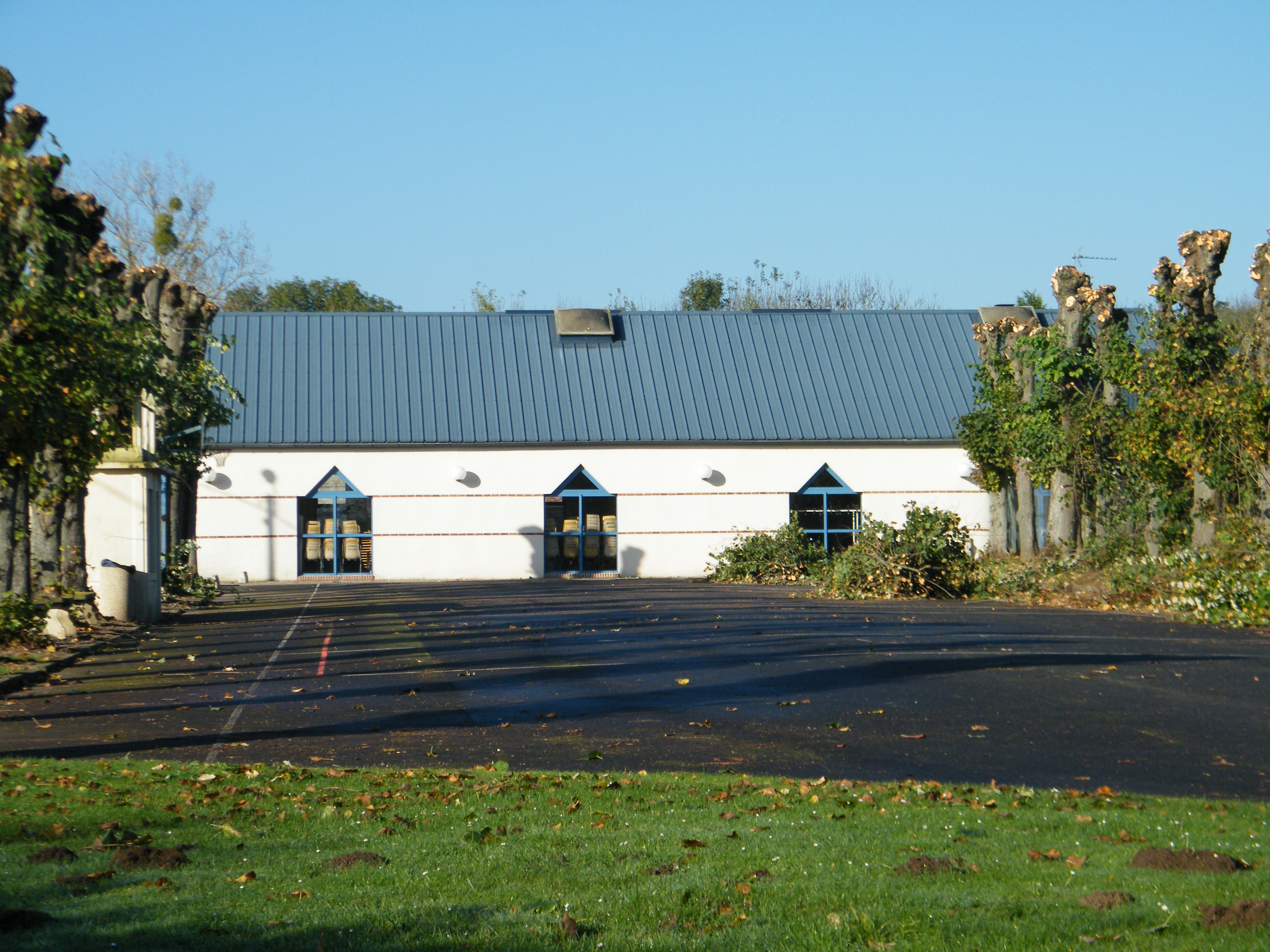
Salle communale.
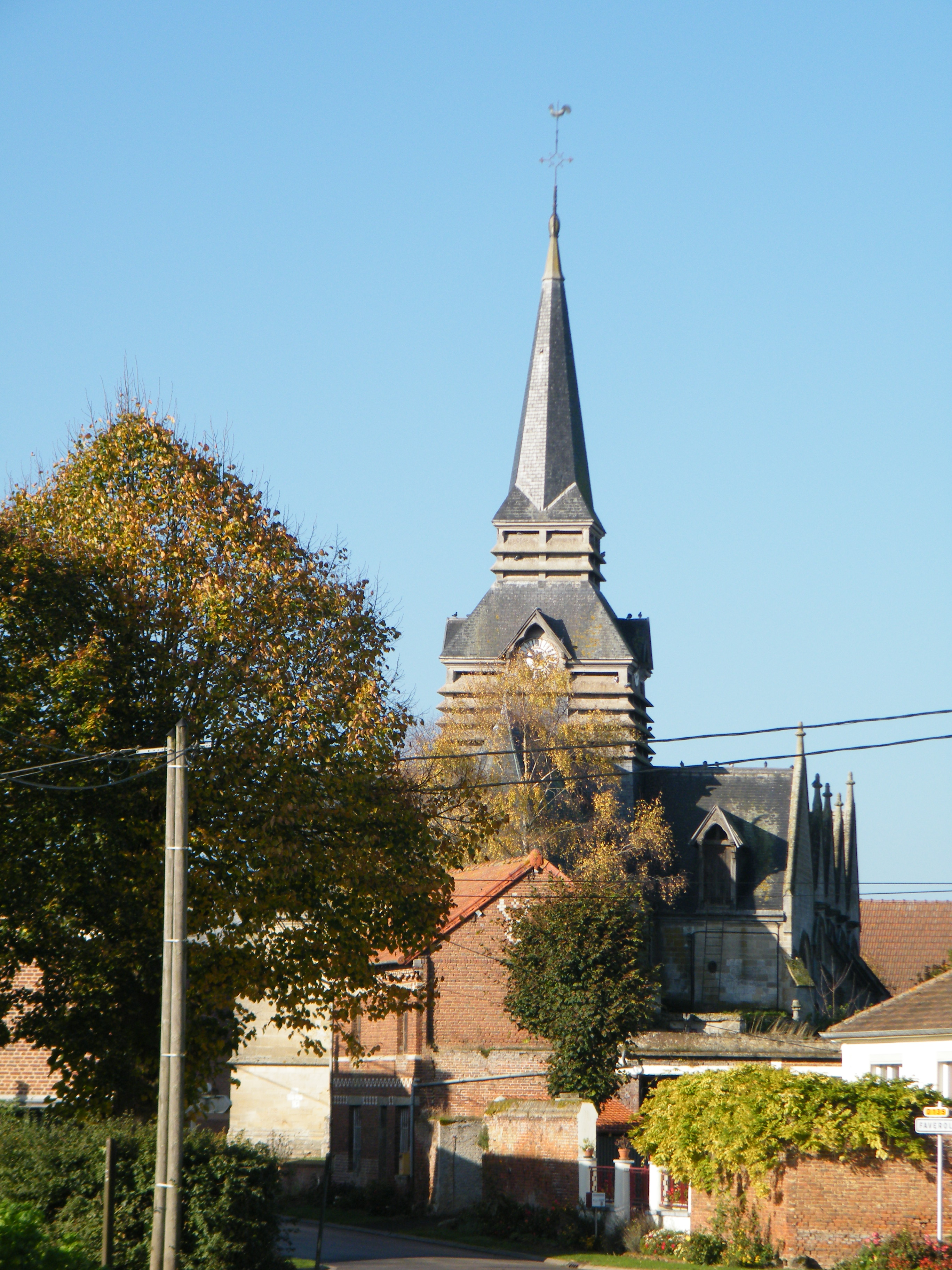
L'église Saint-Martin de Piennes
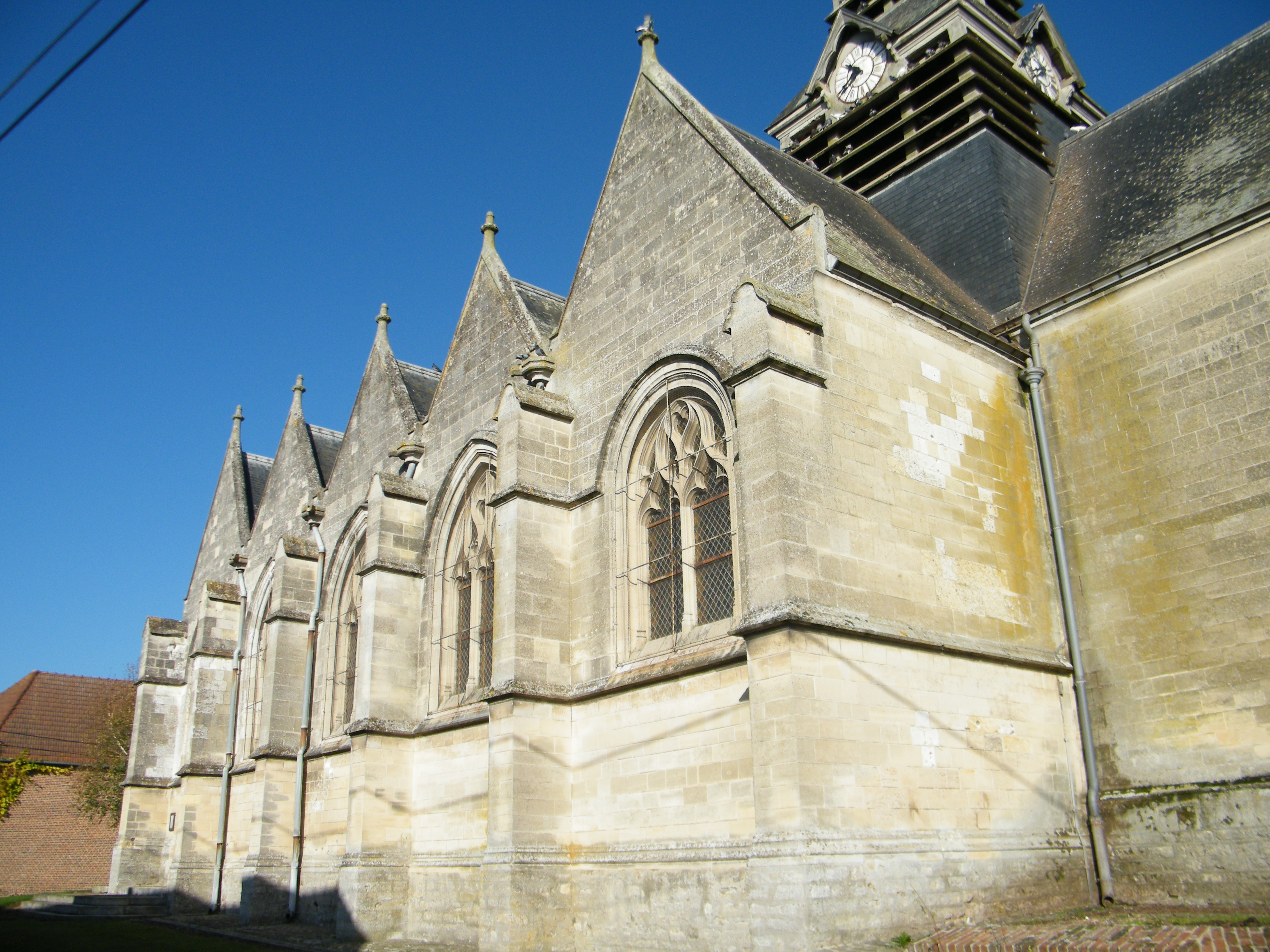
Autre vue de l'église Saint-Martin.
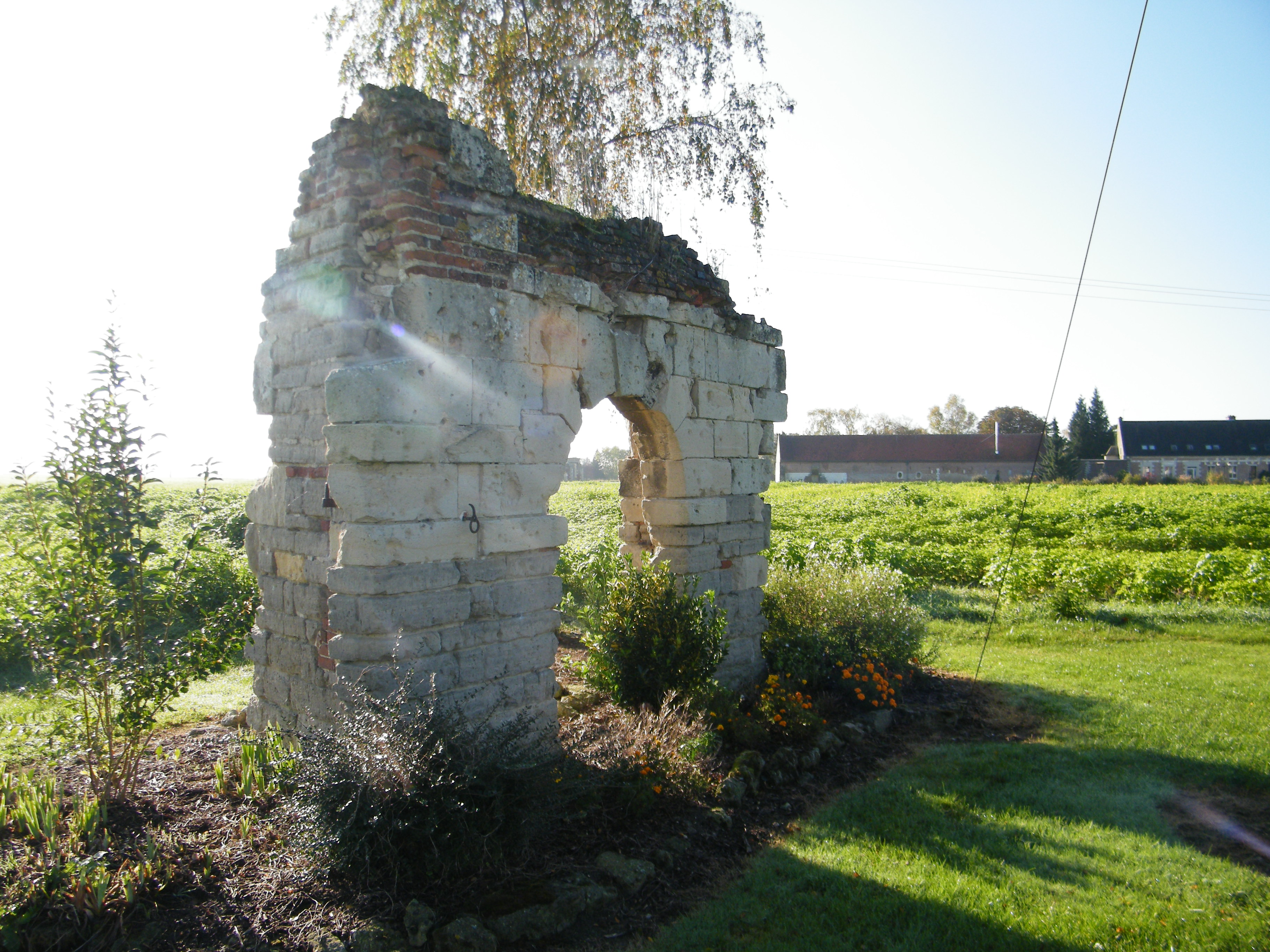
Mémoire locale.

### Personnalités liées à la commune
- Thibaut de Mailly, seigneur d'Onvillers (et de Remaugies), signe la Ligue à Péronne le 31 mars 1585[18].
- Des Brouilly aux d'Aumont : Piennes (anciennement Mesvillers, Mesvilliers) eut très longtemps pour seigneurs les Brouilly (famille d'Artois venue en Picardie). François de Brouilly, sire de Mesvillers épousa en 1577 l'héritière Louise de Hallwyn (van Hal(l)wi(j)n, de Halluin), dame de Piennes/Peene en Flandre (Peene, alias Noordpeene, Zuytpeene, venait des seigneurs de St-Omer et était passé par mariage chez les Halluin : dont Charles, premier duc d'Halluin). Or en 1690, l'héritière Olympe de Brouilly (1660-1723), fille d'Antoine de Brouilly, épousa Louis d'Aumont (1667-1723), 3e duc d'Aumont, et lui apporta Mesvillers et Peene en Flandre. En 1781, leur arrière-petit-fils Louis-Marie-Guy d'Aumont (1732-1799), 6e duc d'Aumont, marquis de Peene en Flandre et dernier seigneur de Mesvillers, devint duc de Piennes : cependant son duché ne fut pas érigé à Peene en Flandre mais à Mesvillers en Santerre, qui pour l'occasion changea de nom et prit celui de Piennes (de même, le duché d'Halluin fut érigé pour Charles en 1587 à Maignelay, fief qu'avait acquis son grand-père Louis van Halwijn, et non à Halluin ; et le duché de Villequiers, autre duché des d'Aumont, ne fut pas érigé en 1774 à Villequier ou Villequiers, mais à Genlis, une autre de leurs nombreuses possessions).
- Pierre Bachelez, menuisier-tapissier à Onvillers puis maître d'école. Entré dans les ordres, il devient chanoine de la cathédrale de Noyon et faillit devenir évêque[18].
- Firmin Carlier, d'Onvillers, architecte du roi d'Espagne Philippe V[18].